# Giuseppe Rotunno
Giuseppe Rotunno (Rome, 19 maart 1923 - aldaar, 7 februari 2021) was een Italiaans cameraman.
Rotunno werkte regelmatig samen met grote Italiaanse regisseurs als Federico Fellini en Luchino Visconti. Hij heeft verschillende onderscheidingen gekregen voor zijn werk. In 1980 werd hij genomineerd voor de Oscar voor Beste Camerawerk voor de film All That Jazz van Bob Fosse.

## Filmografie (selectie)
- 1957 - Le notti bianche (Luchino Visconti)
- 1958 - Anna di Brooklyn (Vittorio De Sica)
- 1959 - La grande guerra (Mario Monicelli)
- 1959 - On the Beach (Stanley Kramer)
- 1960 - Rocco e i suoi fratelli (Luchino Visconti)
- 1961 - Fantasmi a Roma (Antonio Pietrangeli)
- 1961 - The Best of Enemies (Guy Hamilton)
- 1962 - Boccaccio '70 (Mario Monicelli, (Pier Paolo Pasolini, Luchino Visconti, Vittorio De Sica en Franco Rossi))
- 1962 - Cronaca familiare (Valerio Zurlini)
- 1963 - Il gattopardo (Luchino Visconti)
- 1963 - I compagni (Mario Monicelli)
- 1963 - Ieri, oggi, domani (Vittorio De Sica)
- 1966 - The Bible (John Huston)
- 1967 - Le streghe (Mauro Bolognini, (Federico Fellini, Luchino Visconti en Vittorio De Sica)
- 1967 - Lo straniero (Luchino Visconti)
- 1968 - Histoires extraordinaires (episode 3: Toby Dammit) (Federico Fellini)
- 1968 - Candy (Christian Marquand)
- 1968 - Lo sbarco di Anzio (Edward Dmytryk)
- 1969 - The Secret of Santa Vittoria (Stanley Kramer)
- 1969 - Satyricon (Federico Fellini)
- 1970 - I girasoli (Vittorio De Sica)
- 1971 - Carnal Knowledge (Mike Nichols)
- 1972 - Roma (Federico Fellini)
- 1973 - Amarcord (Federico Fellini)
- 1973 - Film d'amore e d'anarchia (Lina Wertmüller)
- 1974 - The Night Porter (Liliana Cavani)
- 1975 - Divina creatura (Giuseppe Patroni Griffi)
- 1976 - Casanova (Federico Fellini)
- 1978 - Amore, piombo e furore (Monte Hellman)
- 1979 - All That Jazz (Bob Fosse)
- 1979 - Prova d'orchestra (Federico Fellini)
- 1980 - La città delle donne (Federico Fellini)
- 1980 - Popeye (Robert Altman )
- 1981 - Rollover (Alan J. Pakula)
- 1982 - Five Days One Summer (Fred Zinnemann)
- 1983 - E la nave va (Federico Fellini)
- 1983 - The Scarlet and the Black (Jerry London)
- 1984 - Desiderio (Anna Maria Tatò)
- 1985 - Red Sonja (Richard Fleischer)
- 1987 - Rent-a-Cop (Jerry London)
- 1987 - Giulia e Giulia (Peter Del Monte)
- 1988 - The Adventures of Baron Munchausen (Terry Gilliam)
- 1991 - Regarding Henry (Mike Nichols)
- 1994 - Wolf (Mike Nichols)
- 1995 - Sabrina (Sydney Pollack)
- 1996 - The Stendhal Syndrome (Dario Argento)
- 1997 - Marcello - Mi ricordo, sì, io mi ricordo (Anna Maria Tatò) (documentaire)

## Prijzen en nominaties

### Prijzen

#### Nastro d'argentovoor beste fotografie
- 1961 - Rocco e i suoi fratelli
- 1963 - Cronaca familiare
- 1964 - Il gattopardo
- 1970 - Satyricon
- 1977 - Casanova
- 1980 - La città delle donne
- 1984 - E la nave va
- 1990 - The Adventures of Baron Munchausen

#### Premi David di Donatellovoor beste camerawerk
- 1984 - E la nave va
- 1990 - Mio caro dottor Gräsler

### Nominaties

#### Oscar voor beste camerawerk
- 1980 - All That Jazz

#### Nastro d'argentovoor beste fotografie
- 1960 - La grande guerra
- 1960 - Policarpo, ufficiale di scrittura
- 1962 - Fantasmi a Roma
- 1964 - I compagni
- 1964 - Ieri, oggi, domani
- 1967 - The Bible
- 1974 - Amarcord
- 1976 - Divina creatura
- 1988 - Giulia e Giulia
- 1991 - Mio caro dottor Gräsler